# 幕大輔
幕 大輔（まく だいすけ、1983年11月10日 - ）は、日本の男性総合格闘家。SECURITY TEAM☆ST代表。初代THE OUTSIDER 60-65kg級王者。茨城県出身。

## 来歴
22歳の時にマッハ道場に入門し、格闘技を始める。2008年7月19日に開催された「THE OUTSIDER 第弐戦」でTHE OUTSIDERに初出場。中村俊太と対戦し、判定負け。
2010年の4月から6月にかけて行われた「THE OUTSIDER 60-65kgトーナメント」に出場し、優勝。THE OUTSIDER初代60-65kg級王者となった。同年2月14日に開催された「THE OUTSIDER 第10戦」のトーナメントマッチ選考試合で五十嵐充と対戦し、TKO勝利でトーナメント出場を決め、トーナメント1回戦で角田智康にレフェリーストップでTKO勝利し、2回戦で宮良好明に判定勝ち、準決勝で和田周作に腕ひしぎ十字固めで一本勝ちし、決勝で渡辺竜也に判定勝利し、優勝を決めた。
2011年11月13日、「THE OUTSIDER 第19戦」の60-65kg級タイトルマッチで挑戦者・安谷屋智弘にフロントチョークで一本勝ちし、タイトル初防衛に成功した。 
2014年2月14日、他団体興行に事前申告無しに参加したとして、THE OUTSIDERの60-65チャンピオン資格が剥奪される。2015年9月12日、GRANDSLAM03で杉本悠樹と対戦し判定負け。以降、首の怪我により格闘技からは離れていた。 
2024年5月にカンボジアで行われた大会「ST FIGHT Charity Match in Cambodia」で試合に出場。6月26日には朝倉海のYouTubeチャンネルで公開されたBreakingDownのオーディション選考会に選考動画で登場し、元アウトサイダーの選手との試合を希望した。その後のオーディションでも「元アウトサイダーの誰かとやりたいっすね」と話すと、THE OUTSIDER65-70kg級初代王者の啓之輔から「幕、俺の事言ってんのか？俺がやってやるよ」、「初代チャンピオン何人もいらないでしょ」などと応じられ、1分無制限ラウンド、MMAルールでの対戦が決定した。同年9月に開催された『BreakingDown13』に出場し、啓之輔と対戦。試合は膝蹴りからのパウンドで13秒でKO負け。 

## 戦績

### 総合格闘技
| 勝敗 | 対戦相手                    | 試合結果                                   | 大会名                                                     | 開催年月日     |
| ×    | 啓之輔                      | 1R 0:13 TKO（顔面への膝蹴り→パウンド）     | BreakingDown 13                                            | 2024年9月1日   |
| ×    | 杉本悠樹                    | 5分2R終了 判定0-3                          | GRANDSLAM 3                                                | 2015年9月12日  |
| ×    | 今成正和                    | 1R 4:11 腕ひしぎ十字固め                   | DEEP 八王子超人まつり!                                     | 2015年4月5日   |
| ×    | 飯嶋貴幸                    | 5分2R終了 判定0-3                          | TTF CHALLENGE 01                                           | 2014年3月25日  |
| ○    | ユースケ・サンダースJr      | 1R 1:30 KO（右フック）                     | THE OUTSIDER 第21戦                                        | 2012年3月13日  |
| ×    | 清水俊裕                    | 1R 3:38 リアネイキッドチョーク             | RINGS ～reincarnation 再臨～                               | 2012年3月9日   |
| ○    | 安谷屋智弘                  | 1R 1:49 フロントチョーク                   | THE OUTSIDER 第19戦 【60-65kg級タイトルマッチ】            | 2011年11月13日 |
| ○    | 松岡洋平                    | 1R 1:34 KO（2ダウン）                      | THE OUTSIDER 第15戦 【シングルマッチ 体重Limit68kg】       | 2011年2月13日  |
| ○    | 渡辺竜也                    | 3分2R終了 判定3-0                          | THE OUTSIDER 第12戦 【60-65kgトーナメントマッチ 決勝】     | 2010年6月20日  |
| ○    | 和田周作                    | 1R 1:12 腕ひしぎ十字固め                   | THE OUTSIDER 第12戦 【60-65kgトーナメントマッチ 準決勝】   | 2010年6月20日  |
| ○    | 宮良好明                    | 3分2R終了 判定2-1                          | THE OUTSIDER 第11戦 【60-65kgトーナメントマッチ 2回戦】    | 2010年4月3日   |
| ○    | 角田智康                    | 1R 1:26 TKO（パウンド）                    | THE OUTSIDER 第11戦 【60-65kgトーナメントマッチ 1回戦】    | 2010年4月3日   |
| ○    | 五十嵐充                    | 1R 1:03 TKO（パウンド）                    | THE OUTSIDER 第10戦 【60-65kgトーナメントマッチ 選考試合】 | 2010年2月14日  |
| △    | 秋山翼                      | 3分2R終了 判定1-0                          | THE OUTSIDER 第8戦                                         | 2009年10月11日 |
| ×    | 鳥海誠                      | 1R終了時 TKO（ドクターストップ：左目負傷） | THE OUTSIDER 第7戦 【65-70kgトーナメントマッチ 選考試合】  | 2009年8月9日   |
| ×    | 中村俊太                    | 2R 0:53 TKO（パウンド）                    | クローズZERO II 公開記念 THE OUTSIDER SPECIAL              | 2009年3月15日  |
| ○    | リアルネットカフェ難民 佐藤 | 3分2R終了 判定3-0                          | THE OUTSIDER 第4戦                                         | 2008年12月20日 |
| ○    | 綿引亜蘭                    | 1R 0:12 腕ひしぎ十字固め                   | THE OUTSIDER 第参戦                                        | 2008年10月19日 |
| ×    | 中村俊太                    | 3分2R終了 判定0-2                          | THE OUTSIDER 第弐戦                                        | 2008年7月19日  |

## 獲得タイトル
- 初代THE OUTSIDER 60-65kg級王座